# 米德兰铁路战争纪念碑
米德兰铁路战争纪念碑（英語：Midland Railway War Memorial）是埃德溫·魯琴斯爵士设计、1921年揭幕的英格兰東米德蘭德比第一次世界大战纪念建筑。纪念碑旨在纪念第一次世界大战期间参军后阵亡的米德兰铁路雇员，该司规模在20世纪初的英国铁路公司名列前茅，更是总部所在地德比的最大雇主。全司约有2.3万雇员弃业从军，约占职工总数三分之一，其中2833人再也没有回来。
纪念碑以米德兰酒店花园为背景，坐落在米德兰路，由衣冠冢和包围三个方向的屏风墙组成，就在德比站视线范围内。屏风墙上贴附死者姓名的青铜牌匾，衣冠冢两边是月桂花环围绕的米德兰盾徽。顶部是军人躺上灵柩台的雕像，身上盖着大衣，下面分布两侧的支撑刻有狮子头。鲁琴斯把雕像置于顶部来保持人物匿名，代表所有阵亡军人，观者可代入自身情感。
纪念碑1921年12月15日揭幕。米德兰铁路出版纪念册，并向纪念碑上列出的所有将士家人寄去副本。20世纪20年代末，米德兰铁路与其他企业合并，德比在铁路运输领域地位下降。如今米德兰铁路战争纪念碑属II*级登錄建築，所在地已划为英国保护区。纪念碑上的青铜牌匾2010年被盗后找回，同年修复并重新举办献辞仪式。

## 背景

### 米德兰铁路
米德兰铁路是20世纪初英国规模名列前茅的铁路公司，总部位于德比，在该市地位之稳固超过英国其他任何城镇的任何铁路公司，也是德比头号雇主，世纪之交单在该市就有超1.2万雇员。米兰德是德比的主心骨，建有米德兰站、米德兰酒店等数十幢建筑。20世纪下半叶前，铁路一直是德比头号产业。
第一次世界大战爆发后，铁路公司对英国战事贡献很大。大量车厢经改造用于医院列车，铁路工程为武器制造让路，英国境内绝大多数军人运输由火车承担。铁路公司大批雇员弃业从军，全国共18.5万人投身军旅，占铁路公司战斗年龄男儿近半数之多，留下的同龄人大多置身国内不可或缺的“后备岗位”。米德兰铁路约有2.3万男儿赶赴前线，约占雇员总数三分之一，像其他铁路公司一样破天荒地开始大规模招聘女职工。
1914年12月，米德兰出版书册《为国王与国家》，详细记载弃业从军的公司雇员信息。英国八月向德国宣战，米德兰铁路不到一周就组建1800多名军人组成的预备队，成百上千的雇员志愿加入。为维持运作，公司呼吁职工参军前先向管理层申请。公司在书中承诺，职工复员后可继续上班，此前还会向他们的家人发放津贴。战争结束之际，共有2833名米德兰铁路职工阵亡，七千人受伤，死者姓名列在战争纪念碑上。
德比还有米德兰铁路的其他战争纪念物，如火车站第一站台墙上挂牌匾纪念该司在第二次布尔战争的伤亡人员。德比在铁路运输领域地位下降，米德兰的工厂和办事处关闭，原本放在其他地点、列出第一次世界大战伤亡人员姓名的另外三块牌匾均移至纪念碑。

### 设计师
第一次世界大战造成的人员伤亡前所未有，英国各地涌现成千上万的戰爭紀念建築。这些纪念物的设计者以建筑师埃德温·鲁琴斯爵士最富盛名，英格兰历史建筑暨遗迹委员会称赞他是“所在世代具有领导地位的英国建筑师”。鲁琴斯靠为有钱人设计乡村别墅成名，一战对他影响很大，战后就把大部分时间投入战争伤亡纪念物设计。位于伦敦白厅的第一次世界大战阵亡将士纪念碑是鲁琴斯极富盛名的作品，是英国国家级纪念场馆；他还为帝国战争墓地委员会设计大量作品，促使不列颠诸岛乃至整个大英帝国各地纷纷委托他设计战争纪念物。
第一次世界大战阵亡将士纪念碑影响深远，英国乃至大英帝国许多城镇的战争纪念物普遍采用衣冠冢设计，或多或少受到鲁琴斯原作影响。米德兰铁路战争纪念碑等许多衣冠冢就是他亲自操刀，是鲁琴斯颇显雄心的战争纪念物设计。大部分衣冠冢受第一次世界大战阵亡将士纪念碑影响很大，但相互间也有显著差异。

## 设计

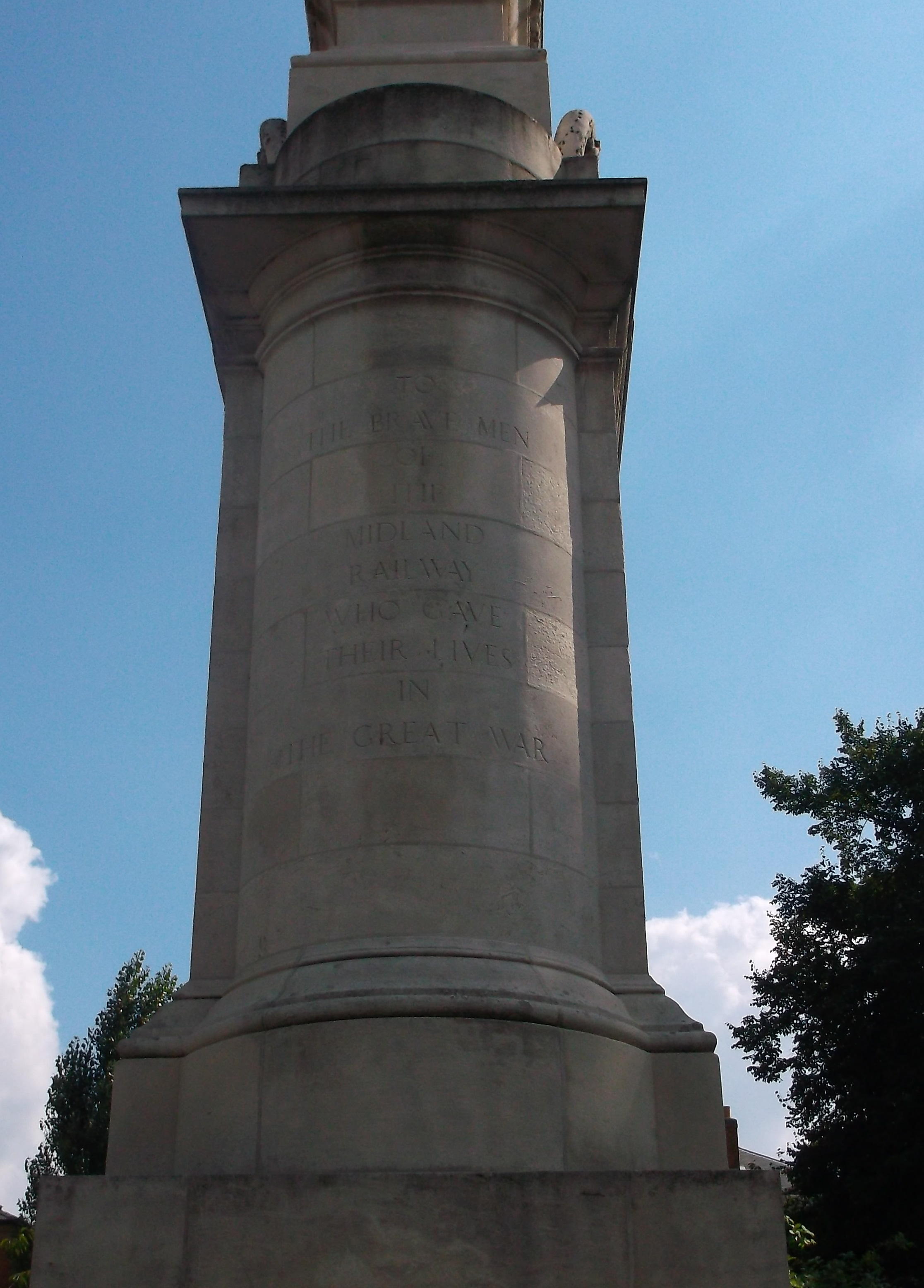
纪念碑曲面特写，上刻铭文

纪念碑坐落在米德兰路，进入米德兰酒店花园，在德比站视线范围内。衣冠冢和包围三个方向的屏风墙均由波特兰石打造，衣冠冢高十米，屏风墙高两米并从三个方向包围衣冠冢。衣冠冢顶是无名军人平卧雕像，身上盖有大衣，脚边放着刺刀和布洛迪鋼盔，所躺灵柩台下四角支撑刻有狮子头。再下方的长边两面雕刻月桂花环围绕米德兰铁路盾徽，朝向米德兰路的曲面附铭文：致在世界大战献出生命的米德兰铁路勇士。另外两面刻有第一次世界大战起止年份罗马数字：“MCM XIV † XIX”（1914至1919年）。碑顶雕塑是人物而非空坟，与严格意义上的衣冠冢不符，但这不影响文献普遍把主体称为衣冠冢。
屏风墙从三面包围衣冠冢，形成七乘三米的长方形区域。亡者姓名本刻在石头上，但经日晒雨淋侵蚀改为刻上青铜牌匾。为方便儿童查看文字，墙下还有小台阶。人名按字母顺序排列，不含衔级或部队信息。屏风墙两头是实心方柱，上方均有旗杆。罗奇代尔纪念碑以米德兰铁路战争纪念碑衣冠冢为模板，比后者晚一年揭幕。
英格兰历史建筑暨遗迹委员会表示，米德兰铁路战争纪念碑以传神笔触证明第一次世界大战对米德兰铁路的悲惨影响、公司雇员的巨大牺牲。历史学家安娜·卡登-科因称赞这是“简洁而庄严的纪念碑”。
设计采用的形状让人想到古典建筑，鲁琴斯深受泛神论与神智学影响，觉得“抽象外形和内在美”比基督教十字架等太过明显的宗教象征更合适。顶部的军人远离常人视线，类似古代塔式坟墓，结合盖住面孔的大衣更能保持人物匿名，观者可代入自身情感，想象上面正是他们哀悼的人。雕像置于顶部还令观者留意查看上方，把设计之美与纪念亡者联系起来，不再执念死者因何而死，营造理想化的英雄主义感、自我牺牲感，甚至鲁琴斯一直热衷描绘的“死亡之美”。第一次世界大战纪念物普遍避免呈现军人死于暴力，仅有极少数例外。

## 历史

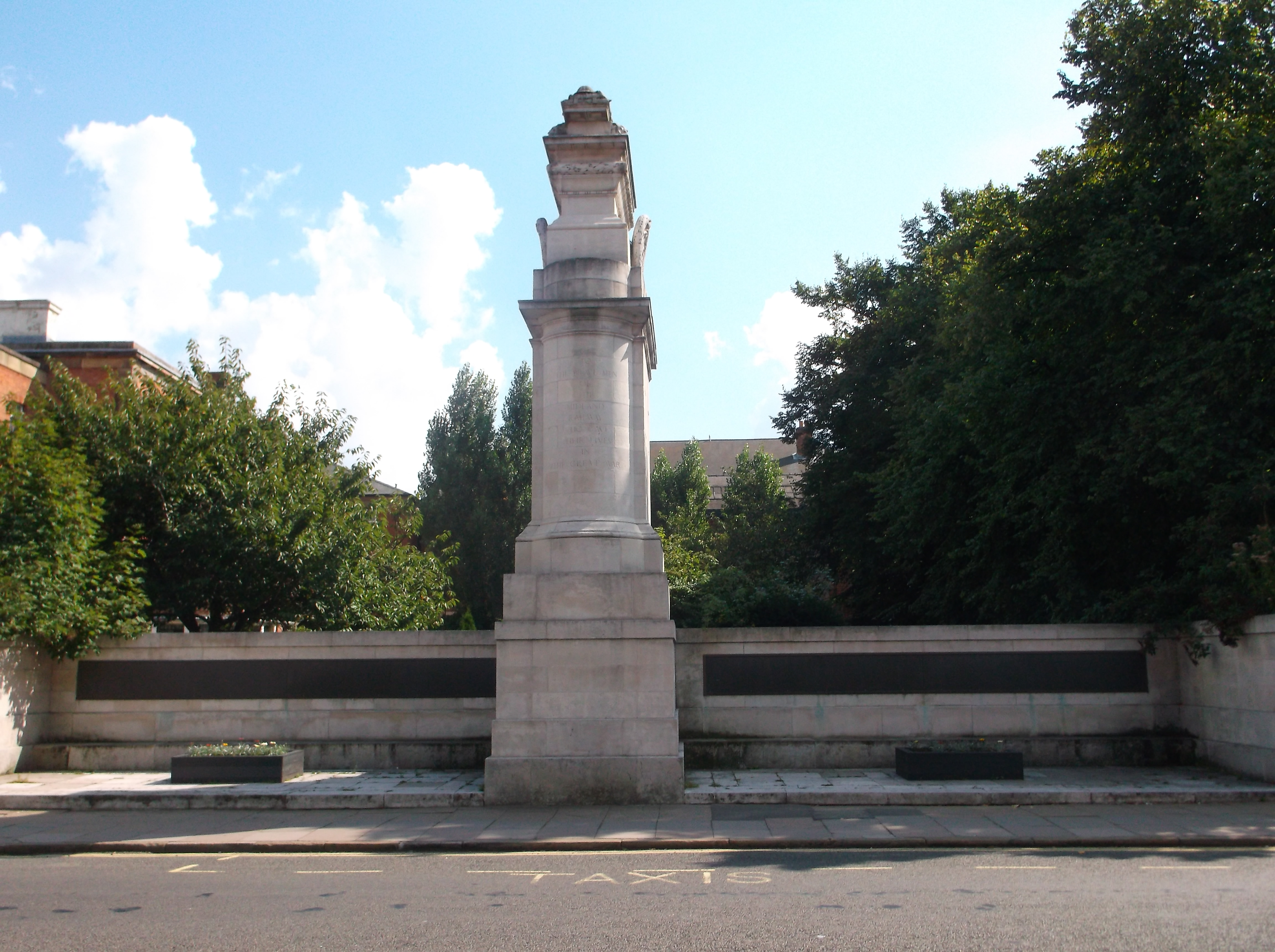
米德兰路对面看向纪念碑

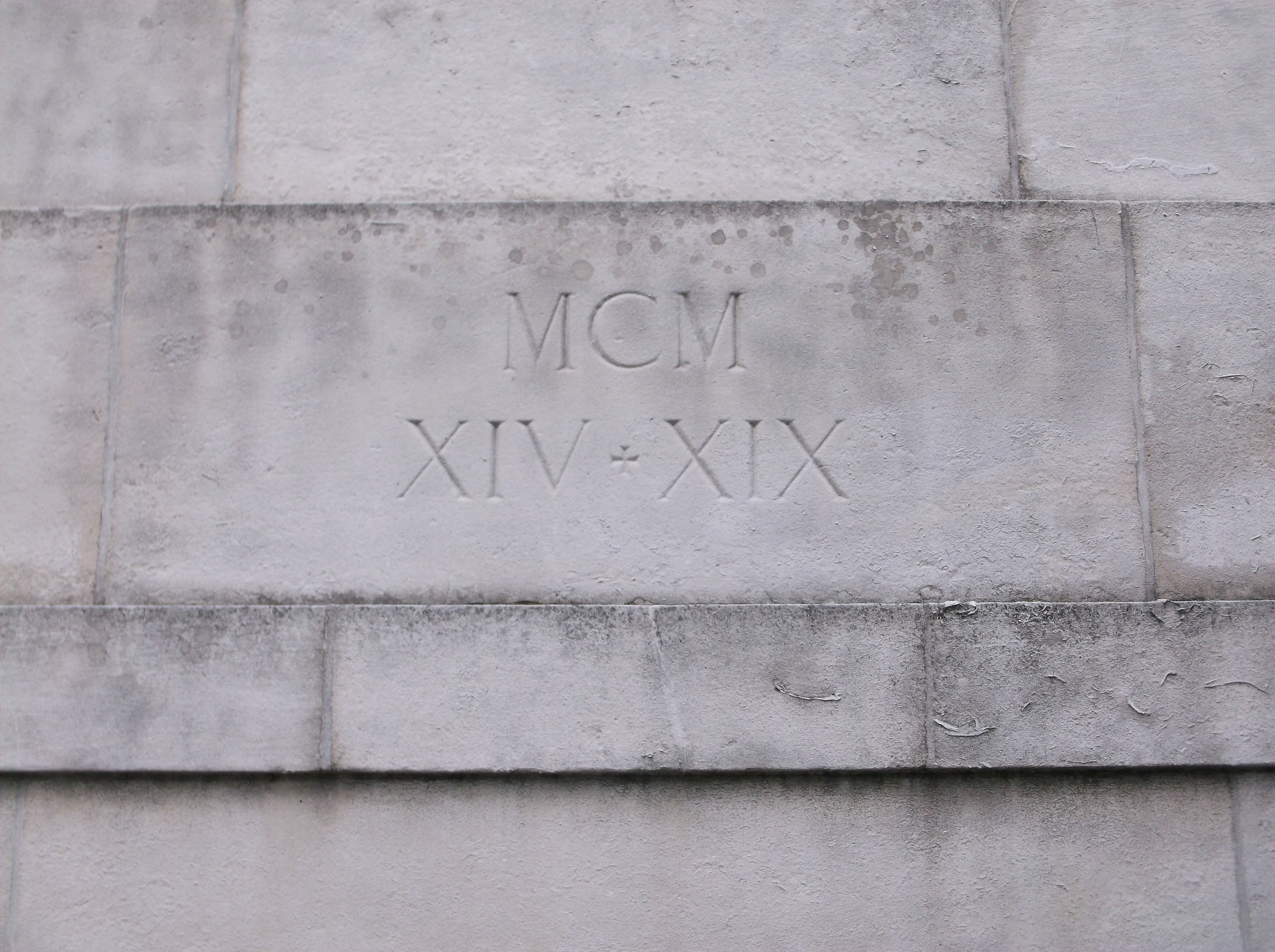
起止年份铭文“MCM XIV–XIX”（即“1914至1919年”）特写

帕内尔父子公司承建纪念碑，耗资10309英镑（1921年）。米德兰铁路总裁查尔斯·布茨1921年12月15日为纪念碑揭幕，索斯韦尔与诺丁汉教区埃德温·霍斯金斯主教致辞。米德兰当局担心现场位置不足，没有邀请死者家属出席，但向揭幕后想来德比看看的亲属提供免费车票。

米德兰铁路出版纪念册并向纪念碑列出姓名的死者家中各寄一本，上有纪念碑照片、每位死者在铁路公司的职业、工作网点，所在部队和衔级。米德兰铁路总经理弗兰克·塔特洛在前言写道：
战争以胜利告终，也带来沉痛与悲伤，（纪念碑）体现那段动荡岁月的全部含义，提醒大家有那么多优秀的人失去生命，那么多坚强的心不再跳动。它代表众人竭力取得的胜利，代表米德兰公司足以为此自豪：我们的人为此付出很大努力。
战争结束后，米德兰与英国其他铁路公司挣扎求存，后经《1921年铁路法》与竞争对手伦敦与西北铁路，以及另外几家规模不及的铁路公司合并组建倫敦米德蘭和蘇格蘭鐵路。伦敦尤斯頓車站外立有伦敦与西北铁路战争纪念碑，纪念死于第二次世界大战的新公司雇员。伦敦、米德兰与苏格兰铁路及其他大部分铁路公司在二战结束后经历国有化改造组建英国铁路，两座纪念碑后由英國鐵路網公司继承。米德兰铁路曾计划在伦敦聖潘克拉斯車站另建纪念碑，但因资金不足作罢。艺术家法比安·皮克从米德兰纪念册所列职位找到灵感并在该站创作纪念碑，2018年11月11日一战结束百年纪念之际揭幕。大英鐵路博物館保有米德兰纪念册副本。
米德兰铁路战争纪念碑1977年2月24日入选II*级登錄建築，未经授权拆除或修整登录建筑将受法律惩处，II*级代表“具有特殊意义且特别重要的建筑”，约占总数的5.5%。2015年11月，为纪念第一次世界大战100周年，英格兰历史建筑暨遗迹委员会把米德兰铁路战争纪念碑收入鲁琴斯战争纪念建筑“国家收藏”。经德比市议会指定，德比火车站周边与米德兰铁路有关的建筑组成铁路保护区，其中包括战争纪念碑，列入保护区代表政府承认当地历史价值并承诺限制再开发。
2010年屏风墙上刻有死者姓名的多块牌匾被盗，纪念碑受损，所幸牌匾后来全部追回，两人因盗窃入狱。英国铁路网公司、铁路遗产信托耗资1.8万英镑修复，2010年12月17日重办致辞仪式，祷词采用1921年原版，神父詹姆斯·林赛朗读。盗窃案促使当局用智能水处理德比郡所有战争纪念物的金属部件，这样处理的金属能在紫外光下显现特殊记号。